# Quetzal orellut
El quetzal orellut (Euptilotis neoxenus) és una espècie d'ocell de la família dels trogònids (Trogonidae) i única espècie del gènere Euptilotis. Habita bosc de pins de les muntanyes occidentals de Mèxic i zones limítrofes de l'estat nord-americà d'Arizona.